# Octane (film)
Pour les articles homonymes, voir Octane (homonymie) et Octane.
Pour plus de détails, voir Fiche technique et Distribution.
Octane est un film britannique réalisé par Marcus Adams, sorti en 2003.

## Synopsis
Senga et sa fille Nat ont une longue route devant elles. En voyageant de nuit, elles rencontrent une série de personnages étranges : un couple en vacances qui photographie des accidents de voiture, un bébé qui marche à quatre pattes au milieu de la route, et un homme qui voyage dans la nuit, en attendant que des accidents se produisent. Pendant un arrêt, Nat fait la connaissance d'une mystérieuse auto-stoppeuse et disparaît. Senga se lance à sa recherche et découvre que sa fille est prisonnière d'une secte. La descente aux enfers commence.

## Fiche technique
- Titre original et français : Octane
- Titre américain : Pulse
- Réalisation : Marcus Adams
- Scénario : Stephen Volk
- Musique : Orbital et Simon Boswell
- Pays d'origine :  Royaume-Uni
- Sociétés de production : Four Horseman Films
- Genre : Horreur
- Durée : 91 minutes
- Date de sortie : 25 mai 2003

## Distribution
- Madeleine Stowe : Senga Wilson
- Mischa Barton : Natasha 'Nat' Wilson, la fille de Senga
- Samuel Fröler : Marek Wilson, l'ex-mari de Senga et le père de Nat
- Jonathan Rhys Meyers : Le père, le chef de la secte
- Bijou Phillips : le routard
- Leo Gregory : Joyrider
- Gary Parker et Amber Batty : les couples en vacances
- Jenny Jules : le sergent de patrouille routière
- Patrick O'Kane : le camionneur
- Stephen Lord (en) : le pirate de voiture
- Sarah Drews : Christine
- Norman Reedus : l'homme de récupération, le frère de Christine
- Martin McDougall : le conférencier motivateur
- Shauna Shim et David Menkin : les ambulanciers paramédicaux
- Nigel Whitmey (en) : le détective Ned Stephens
- Dean Gregory : un missionnaire chrétien
- Monika Hudgins : une femme sudiste
- Cesar Bayona Pinto : le garçon de bus latino
- Véronique Koch et Ase Dunbar : caissiers
- Nicolette Christie et Emma Drews : les adolescentes
- Tom Hunsiger : l'enquêteur sur les scènes de crime
- Sam Douglas : le détective du site du crash
- Rachel Pollack : la fille du métro